# Ricardo Ovidio Valencia
Ricardo Ovidio Valencia (Santa Ana; 5 de octubre de 1926-19 de abril de 2010) fue un futbolista salvadoreño que jugaba como delantero.

## Clubes
| Club                         | País        | Año       |
| ---------------------------- | ----------- | --------- |
| FAS                          | El Salvador | 1948-1961 |
| Once Municipal (cesión)      | El Salvador | 1955-1957 |
| Atlético Constancia (cesión) | El Salvador | 1959      |

## Palmarés

### Títulos nacionales
| Título           | Equipo | País        | Año     |
| ---------------- | ------ | ----------- | ------- |
| Primera División | FAS    | El Salvador | 1951-52 |
| Primera División | FAS    | El Salvador | 1953-54 |
| Primera División | FAS    | El Salvador | 1957-58 |